# Ronan Hardiman
Ronan Padraig Hardiman (Dublin, 19 mei 1961) is een Ierse componist. Hij is bekend van Lord of the Dance, Feet of Flames en Celtic Tiger live.

## Levensloop
Hardiman werd geboren in Dublin. Al op jonge leeftijd had hij al veel muzikaal talent. Als kind luisterde hij veel naar rock & roll en popmuziek en speelde daarnaast ook piano. Na zijn middelbare school aan de St. Kilian's German School in Dublin ging hij naar de Royal Irish Academy of Music aldaar. Hierna werkte Hardiman van 1978 tot 1990 bij de Bank of Ireland. Daarnaast speelde hij in lokale bands. Verder kreeg hij opdrachten om muziek te maken voor reclamespots van Guinness en voor RTÉ Irish National Television Network News. In 1996 maakte hij de volledige soundtrack van Lord of the Dance en bracht hiervan een album uit. Hij componeerde het nummer Ancient Lands van Anthem, dat in 2002 gebruikt werd door de olympische kunstschaatser Aleksej Jagoedin.

## Discografie
- (1993) Celtic Classics 1
- (1996) Celtic Classics 2
- (1996) Ancient Lands - MCA
- (1996) Lord of the Dance
- (1998) Solas
- (1999) Feet of Flames
- (2000) Anthem
- (2006) Celtic Tiger Live

## Referentie
- Dit artikel of een eerdere versie ervan is een (gedeeltelijke) vertaling van het artikel Ronan Hardiman op de Engelstalige Wikipedia, dat onder de licentie Creative Commons Naamsvermelding/Gelijk delen valt. Zie de bewerkingsgeschiedenis aldaar.

- Bibliothèque nationale de France: cb14044628j (data)
- Gemeinsame Normdatei: 134940954
- International Standard Name Identifier: 0000 0000 5519 5926
- Library of Congress Control Number: no00058954
- MusicBrainz: 31321410-37c0-442c-aec0-0611ca43ba15
- Nationale Bibliotheek van Tsjechië: xx0021703
- Nationale Bibliotheek van Israël: 987007417411505171
- Nederlandse Thesaurus van Auteursnamen: 213708477
- Système universitaire de documentation: 156051850
- Virtual International Authority File: 7248150033006111180003
- WorldCat: E39PBJyMfgQb3ppG4pT88rDg8C